# 五所川原市

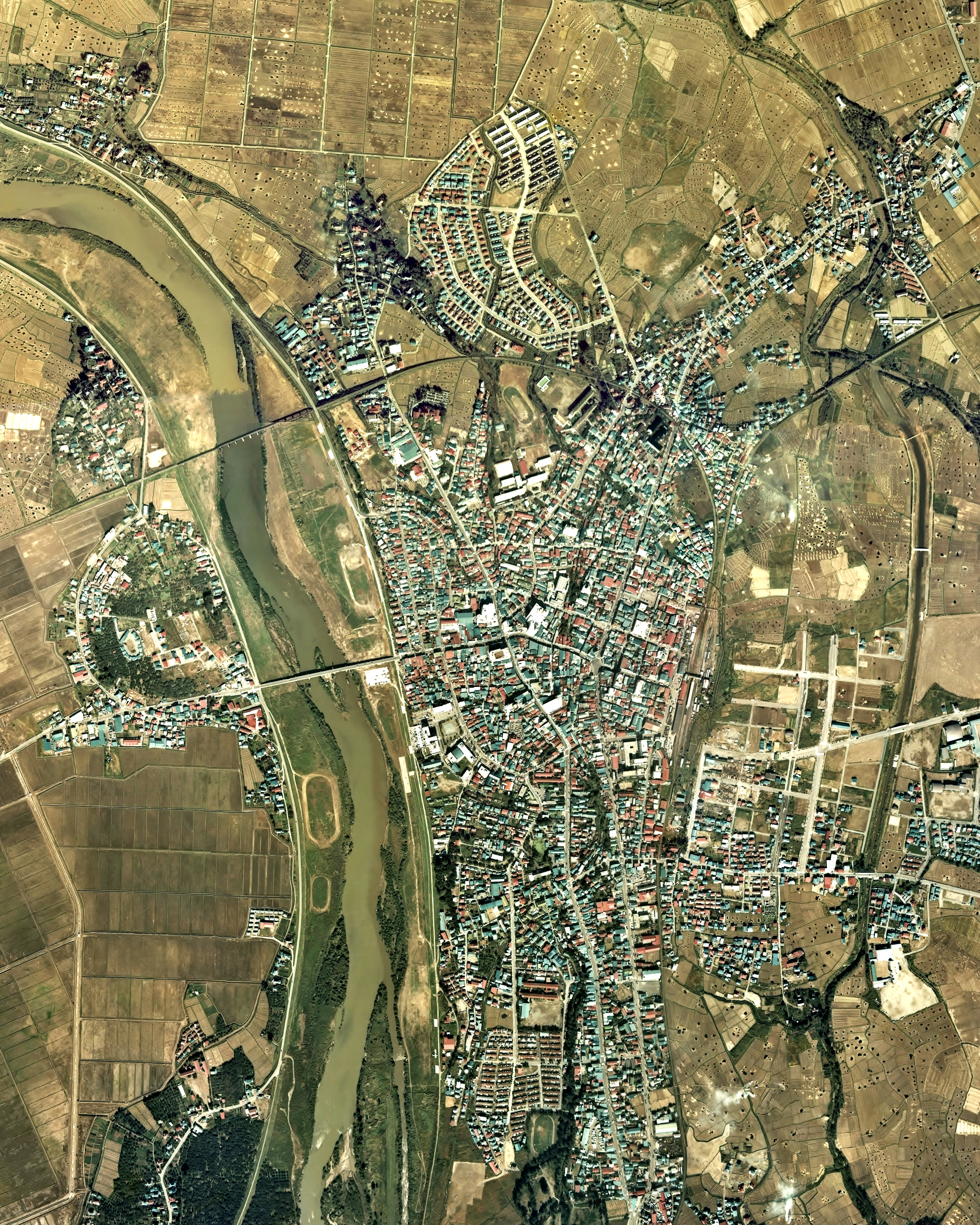
五所川原市中心市街地周辺の空中写真／1975年撮影の6枚を合成作成。。

五所川原市（ごしょがわらし）は、青森県西部の津軽半島に位置する市。西北地域に属する。旧市浦村域は飛地となっている。

## 地理
- 河川 - 岩木川
- 湖沼 - 十三湖、境野沢ため池、藤枝ため池
- ダム - 小田川ダム、飯詰ダム

### 隣接している自治体
- 青森市
- つがる市
- 北津軽郡：板柳町、鶴田町、中泊町
- 東津軽郡：今別町、外ヶ浜町、蓬田村

## 気候
寒暖の差が大きく気温の年較差、日較差が大きい顕著な大陸性気候である。降雪量が多く、周辺の自治体と同様に特別豪雪地帯に指定されている。
| 五所川原観測所（五所川原市松島町）（1991年 - 2020年）の気候 | 五所川原観測所（五所川原市松島町）（1991年 - 2020年）の気候 | 五所川原観測所（五所川原市松島町）（1991年 - 2020年）の気候 | 五所川原観測所（五所川原市松島町）（1991年 - 2020年）の気候 | 五所川原観測所（五所川原市松島町）（1991年 - 2020年）の気候 | 五所川原観測所（五所川原市松島町）（1991年 - 2020年）の気候 | 五所川原観測所（五所川原市松島町）（1991年 - 2020年）の気候 | 五所川原観測所（五所川原市松島町）（1991年 - 2020年）の気候 | 五所川原観測所（五所川原市松島町）（1991年 - 2020年）の気候 | 五所川原観測所（五所川原市松島町）（1991年 - 2020年）の気候 | 五所川原観測所（五所川原市松島町）（1991年 - 2020年）の気候 | 五所川原観測所（五所川原市松島町）（1991年 - 2020年）の気候 | 五所川原観測所（五所川原市松島町）（1991年 - 2020年）の気候 | 五所川原観測所（五所川原市松島町）（1991年 - 2020年）の気候 |
| 月                                                          | 1月                                                         | 2月                                                         | 3月                                                         | 4月                                                         | 5月                                                         | 6月                                                         | 7月                                                         | 8月                                                         | 9月                                                         | 10月                                                        | 11月                                                        | 12月                                                        | 年                                                          |
| ----------------------------------------------------------- | ----------------------------------------------------------- | ----------------------------------------------------------- | ----------------------------------------------------------- | ----------------------------------------------------------- | ----------------------------------------------------------- | ----------------------------------------------------------- | ----------------------------------------------------------- | ----------------------------------------------------------- | ----------------------------------------------------------- | ----------------------------------------------------------- | ----------------------------------------------------------- | ----------------------------------------------------------- | ----------------------------------------------------------- |
| 最高気温記録 °C （°F）                                      | 10.1 (50.2)                                                 | 18.4 (65.1)                                                 | 21.9 (71.4)                                                 | 29.0 (84.2)                                                 | 33.5 (92.3)                                                 | 33.8 (92.8)                                                 | 36.4 (97.5)                                                 | 39.0 (102.2)                                                | 36.2 (97.2)                                                 | 28.0 (82.4)                                                 | 24.8 (76.6)                                                 | 17.5 (63.5)                                                 | 39.0 (102.2)                                                |
| 平均最高気温 °C （°F）                                      | 1.7 (35.1)                                                  | 2.6 (36.7)                                                  | 6.6 (43.9)                                                  | 13.8 (56.8)                                                 | 19.4 (66.9)                                                 | 22.8 (73)                                                   | 26.5 (79.7)                                                 | 28.2 (82.8)                                                 | 24.6 (76.3)                                                 | 18.2 (64.8)                                                 | 11.0 (51.8)                                                 | 4.4 (39.9)                                                  | 15.0 (59)                                                   |
| 日平均気温 °C （°F）                                        | −1.1 (30)                                                   | −0.7 (30.7)                                                 | 2.5 (36.5)                                                  | 8.5 (47.3)                                                  | 14.1 (57.4)                                                 | 18.0 (64.4)                                                 | 22.0 (71.6)                                                 | 23.4 (74.1)                                                 | 19.5 (67.1)                                                 | 13.1 (55.6)                                                 | 6.9 (44.4)                                                  | 1.3 (34.3)                                                  | 10.6 (51.1)                                                 |
| 平均最低気温 °C （°F）                                      | −4.2 (24.4)                                                 | −4.2 (24.4)                                                 | −1.5 (29.3)                                                 | 3.5 (38.3)                                                  | 9.4 (48.9)                                                  | 14.1 (57.4)                                                 | 18.4 (65.1)                                                 | 19.6 (67.3)                                                 | 15.0 (59)                                                   | 8.5 (47.3)                                                  | 3.0 (37.4)                                                  | −1.7 (28.9)                                                 | 6.7 (44.1)                                                  |
| 最低気温記録 °C （°F）                                      | −14.3 (6.3)                                                 | −15.8 (3.6)                                                 | −12.4 (9.7)                                                 | −5.0 (23)                                                   | 0.4 (32.7)                                                  | 4.8 (40.6)                                                  | 9.9 (49.8)                                                  | 10.7 (51.3)                                                 | 4.9 (40.8)                                                  | 0.0 (32)                                                    | −8.8 (16.2)                                                 | −13.7 (7.3)                                                 | −15.8 (3.6)                                                 |
| 降水量 mm （inch）                                          | 120.7 (4.752)                                               | 81.9 (3.224)                                                | 64.1 (2.524)                                                | 62.6 (2.465)                                                | 69.2 (2.724)                                                | 74.9 (2.949)                                                | 113.3 (4.461)                                               | 139.2 (5.48)                                                | 133.9 (5.272)                                               | 131.3 (5.169)                                               | 147.8 (5.819)                                               | 141.5 (5.571)                                               | 1,280.4 (50.409)                                            |
| 降雪量 cm （inch）                                          | 186 (73.2)                                                  | 143 (56.3)                                                  | 80 (31.5)                                                   | 3 (1.2)                                                     | 0 (0)                                                       | 0 (0)                                                       | 0 (0)                                                       | 0 (0)                                                       | 0 (0)                                                       | 0 (0)                                                       | 19 (7.5)                                                    | 122 (48)                                                    | 543 (213.8)                                                 |
| 平均月間日照時間                                            | 22.7                                                        | 49.4                                                        | 115.7                                                       | 179.6                                                       | 202.4                                                       | 181.2                                                       | 160.5                                                       | 184.7                                                       | 160.2                                                       | 134.2                                                       | 74.7                                                        | 32.0                                                        | 1,497.4                                                     |
| 出典：気象庁                                                |                                                             |                                                             |                                                             |                                                             |                                                             |                                                             |                                                             |                                                             |                                                             |                                                             |                                                             |                                                             |                                                             |

| 市浦（1991年 - 2020年）の気候      | 市浦（1991年 - 2020年）の気候 | 市浦（1991年 - 2020年）の気候 | 市浦（1991年 - 2020年）の気候 | 市浦（1991年 - 2020年）の気候 | 市浦（1991年 - 2020年）の気候 | 市浦（1991年 - 2020年）の気候 | 市浦（1991年 - 2020年）の気候 | 市浦（1991年 - 2020年）の気候 | 市浦（1991年 - 2020年）の気候 | 市浦（1991年 - 2020年）の気候 | 市浦（1991年 - 2020年）の気候 | 市浦（1991年 - 2020年）の気候 | 市浦（1991年 - 2020年）の気候 |
| 月                                 | 1月                           | 2月                           | 3月                           | 4月                           | 5月                           | 6月                           | 7月                           | 8月                           | 9月                           | 10月                          | 11月                          | 12月                          | 年                            |
| ---------------------------------- | ----------------------------- | ----------------------------- | ----------------------------- | ----------------------------- | ----------------------------- | ----------------------------- | ----------------------------- | ----------------------------- | ----------------------------- | ----------------------------- | ----------------------------- | ----------------------------- | ----------------------------- |
| 最高気温記録 °C （°F）             | 11.9 (53.4)                   | 18.0 (64.4)                   | 21.8 (71.2)                   | 25.9 (78.6)                   | 28.6 (83.5)                   | 31.1 (88)                     | 35.4 (95.7)                   | 37.2 (99)                     | 33.6 (92.5)                   | 26.3 (79.3)                   | 22.3 (72.1)                   | 15.9 (60.6)                   | 37.2 (99)                     |
| 平均最高気温 °C （°F）             | 2.0 (35.6)                    | 2.7 (36.9)                    | 6.3 (43.3)                    | 12.0 (53.6)                   | 17.0 (62.6)                   | 20.8 (69.4)                   | 24.5 (76.1)                   | 26.6 (79.9)                   | 23.5 (74.3)                   | 17.5 (63.5)                   | 10.9 (51.6)                   | 4.6 (40.3)                    | 14.0 (57.2)                   |
| 日平均気温 °C （°F）               | −0.6 (30.9)                   | −0.2 (31.6)                   | 2.8 (37)                      | 7.8 (46)                      | 12.7 (54.9)                   | 16.7 (62.1)                   | 20.9 (69.6)                   | 22.7 (72.9)                   | 19.2 (66.6)                   | 13.2 (55.8)                   | 7.2 (45)                      | 1.8 (35.2)                    | 10.3 (50.5)                   |
| 平均最低気温 °C （°F）             | −3.4 (25.9)                   | −3.2 (26.2)                   | −0.9 (30.4)                   | 3.4 (38.1)                    | 8.4 (47.1)                    | 13.1 (55.6)                   | 17.9 (64.2)                   | 19.4 (66.9)                   | 15.0 (59)                     | 8.6 (47.5)                    | 3.3 (37.9)                    | −1.2 (29.8)                   | 6.7 (44.1)                    |
| 最低気温記録 °C （°F）             | −15.0 (5)                     | −16.4 (2.5)                   | −13.0 (8.6)                   | −7.4 (18.7)                   | −0.8 (30.6)                   | 4.9 (40.8)                    | 8.1 (46.6)                    | 9.3 (48.7)                    | 3.5 (38.3)                    | −0.8 (30.6)                   | −7.5 (18.5)                   | −12.2 (10)                    | −16.4 (2.5)                   |
| 降水量 mm （inch）                 | 117.6 (4.63)                  | 83.9 (3.303)                  | 76.1 (2.996)                  | 77.9 (3.067)                  | 94.3 (3.713)                  | 84.8 (3.339)                  | 118.4 (4.661)                 | 166.6 (6.559)                 | 154.8 (6.094)                 | 137.9 (5.429)                 | 154.8 (6.094)                 | 135.6 (5.339)                 | 1,402.4 (55.213)              |
| 平均降水日数 （≥1.0 mm）           | 22.1                          | 18.5                          | 14.8                          | 11.1                          | 10.5                          | 9.3                           | 9.6                           | 10.2                          | 11.5                          | 13.8                          | 17.5                          | 21.5                          | 170.4                         |
| 平均月間日照時間                   | 27.6                          | 55.5                          | 126.1                         | 187.2                         | 198.5                         | 177.6                         | 157.6                         | 186.4                         | 170.3                         | 144.9                         | 68.6                          | 33.9                          | 1,527.1                       |
| 出典1：Japan Meteorological Agency |                               |                               |                               |                               |                               |                               |                               |                               |                               |                               |                               |                               |                               |
| 出典2：気象庁                      |                               |                               |                               |                               |                               |                               |                               |                               |                               |                               |                               |                               |                               |

## 人口
2015年（平成27年）国勢調査より前回調査からの人口増減をみると、5.55％減の55,181人であり、増減率は県下40市町村中16位。
| |                                            |  |
| 五所川原市と全国の年齢別人口分布（2005年） | 五所川原市の年齢・男女別人口分布（2005年） |  |
| ■紫色 ― 五所川原市 ■緑色 ― 日本全国 | ■青色 ― 男性 ■赤色 ― 女性                  |  |
| 五所川原市（に相当する地域）の人口の推移 \| 1970年（昭和45年） \| 67,047人 \| \| \| 1975年（昭和50年） \| 67,430人 \| \| \| 1980年（昭和55年） \| 68,738人 \| \| \| 1985年（昭和60年） \| 67,033人 \| \| \| 1990年（平成2年） \| 63,843人 \| \| \| 1995年（平成7年） \| 63,383人 \| \| \| 2000年（平成12年） \| 63,208人 \| \| \| 2005年（平成17年） \| 62,181人 \| \| \| 2010年（平成22年） \| 58,421人 \| \| \| 2015年（平成27年） \| 55,181人 \| \| \| 2020年（令和2年） \| 51,415人 \| \| |                                            |  |
| 総務省統計局 国勢調査より |                                            |  |
| 1970年（昭和45年） | 67,047人                                   |  |
| 1975年（昭和50年） | 67,430人                                   |  |
| 1980年（昭和55年） | 68,738人                                   |  |
| 1985年（昭和60年） | 67,033人                                   |  |
| 1990年（平成2年） | 63,843人                                   |  |
| 1995年（平成7年） | 63,383人                                   |  |
| 2000年（平成12年） | 63,208人                                   |  |
| 2005年（平成17年） | 62,181人                                   |  |
| 2010年（平成22年） | 58,421人                                   |  |
| 2015年（平成27年） | 55,181人                                   |  |
| 2020年（令和2年） | 51,415人                                   |  |

## 歴史

### 年表
- 本節では、例えば「16世紀後半（戦国時代後期）」と「戦国時代末期（16世紀末か17世紀初頭）」という表記が混在するが、それぞれに「16世紀後半」と「戦国時代末期」が出典での表記で、（　）内は添付情報である。

#### 先史時代
- 後氷期初頭（新生代第四紀完新世初頭） - ヴュルム氷期（最終氷期）が終焉したことによる全地球規模での気温上昇に伴い、日本列島周辺でも海面上昇が始まる。本州島北端部では峡谷への海進が始まり、十三湖の湾入が出現、岩木川による堆積作用が波及して谷の埋積が進捗し、津軽平野の形成が始まる。
- 縄文時代前期 - 相内露草地区にて、オセドウ遺跡（通称：オセドウ貝塚遺跡）の形成期の始まり／当遺跡の考古学的価値は主として縄文時代にあるが、平安時代の終焉期までの長きに亘る繁栄を確認できる。しかし中世に入って衰退を見せ、消滅している。
- 約3500年前（縄文時代後期後葉） - 相内地区にて、五月女萢遺跡（そとめやち いせき）の形成期の始まり／10世紀前半（平安時代中期）まで栄える。

#### 古代
- 奈良時代 - 十三湖内の中島にて、中島遺跡の形成期／この遺跡は、津軽地方における奈良時代の標式遺跡となっている。
- 10世紀後半（平安時代後期） - 陸奥国津軽鼻和郡の現・相内地区にて、福島城の築城。

#### 中世
- 13世紀初頭（鎌倉時代後期前葉） - 十三湊（とさみなと）が、豪族・安東氏（津軽安東氏）の本拠地として、和人と蝦夷地のアイヌとの間の重要交易拠点として栄え始め、次第に隆盛に向かう。換言すれば、十三湊遺跡の形成期の始まりである。[3][4][5]
- 興国元年（暦応3年、西暦換算:1340年、南北朝時代初期） - 大海嘯（大津波）で十三湊が壊滅的被害を受けて衰退したとの伝承あり[5]。しかしながら、発掘調査で津波の痕跡は検出されておらず、続く時代の史料との整合性も見られない。
- 14世紀（南北朝時代全期および前後数十年） - 十三湊の拡充と隆盛。
- 15世紀半ば（戦国時代初頭） - 安東氏（津軽安東氏）が南部氏に敗れて支配地を失い、夷島（えぞがしま。蝦夷地のこと[6]）へ逃げる。十三湊はこれによって急速に衰微し、和人・蝦夷間の交易拠点としての地位は、野辺地湊（のへじみなと。野辺地湾に面する湊。盛岡藩の北の門戸として江戸時代に隆盛。現在の上北郡野辺地町域にあった）[7][8] や大浜/大濱（現在の青森市油川地区にあった湊で、15世紀末～16世紀に隆盛[9]）に奪われる。
- 文明年間（1469年-1487年）[4] - 成立時期については定説が無く戦国時代末期（16世紀末か17世紀初頭）などとする説もあるが、日本最古の海洋法規集『廻船式目』が、恐らくは瀬戸内の海賊衆の下で成立する。同書は「三津七湊」について記しているが、七湊の一つとして「奥州津軽十三湊」の名で十三湊を挙げている[4][5]。ただし、実際の十三湊の隆盛期は津軽安東氏の没落と共に終焉を迎えている。
- 16世紀後半（戦国時代後期） - 十三湊が再び整備され、復興が図られる。

#### 近世
- 近世以降 - 十三湊（とさみなと）の異訓として「じゅうさんみなと」が見られるようになる。
- 江戸時代全般 - 岩木川を下ってきた米を十三湊から鯵ヶ沢湊（現在の西津軽郡鰺ヶ沢町域にあった湊）へと運ぶ「十三小廻し」が行われていた。
- 寛文元年（1661年、江戸時代初期） - 八幡宮の創建。
- 元禄年間（1688年-1704年、江戸時代初期） - 弘前藩第4代藩主・津軽信政の命により、北津軽の新田開墾事業が推し進められる／この時期、溜池も灌漑用水源として数多く築造された。現・五所川原市域では境野沢溜池や藤枝溜池が代表的である。

#### 明治時代
- 1888年（明治21年）3月21日 - 原子山元にて、七和郵便局の開局。
- 1889年（明治22年）4月1日 - 全国で町村制が施行され、北津軽郡では行政村として五所川原村を始めとする23か村が成立。
- 1898年（明治31年）7月1日 - 五所川原村が単独で町制を施行し、五所川原町を発足する。
- 1907年（明治40年） - 北津軽郡金木村金木朝日山（のちの金木町朝日山、現・五所川原市金木町朝日山）にて、津島源右衛門邸宅の竣工／この邸宅は、太宰治の生家であり、現在は太宰治記念館 「斜陽館」となっている。
- 1909年（明治42年）6月19日 - 金木村の津島邸で、源右衛門の六男・修治（太宰治）が誕生。
- 1912年（明治45年） - 五所川原の林旅館が、五所川原─大釈迦間で乗合バスの運行を開始／のち、津鉄バスに発展する。

#### 大正時代
- 1918年（大正7年）9月25日 - 陸奥鉄道の川部駅─五所川原駅間が開通。
- 1922年（大正11年）
  -  ??にて、長谷川水戸口顕彰碑の建立。
  - 太宰治の兄・津島文治夫婦が、津島邸に隣接する新居として津島家新座敷を完成させる／この邸宅は、父の建てた津島邸（母屋）を処分した後の新たな津島邸となり、その後の現在は「太宰治疎開の家・旧津島家新座敷」となっている。

#### 昭和時代
- 1928年（昭和3年）2月24日 - 大町に本社を置く、津軽鉄道株式会社の設立[10]。
- 1935年（昭和10年）8月22日 - 豪雨のため浸水家屋多数。炊き出しが行われ、同月26日までの5日間で延べ32000人以上が利用した[11]。
- 1936年（昭和11年）7月30日 - 五能線が全通。駅前にはアーチが設けられ、翌31日には提灯行列が行われた[12]。
- 1948年（昭和23年）
  - 6月13日 - 太宰治が東京の玉川上水で愛人と心中を遂げる。
  - 6月23日 - 五所川原抗争事件発生。
  - 6月 - 太宰治の兄・津島文治夫婦が、津島邸の母屋の売却を決め、新座敷をわずかに移設して新たな津島邸とする。
- 1950年（昭和25年） - 津島家（太宰治の実家）が、太宰の生家でもある金木町の邸宅を売却する。買い取ったのは町内の旅館経営者で、太宰治文学記念館を併設した旅館「斜陽館」として改装され、太宰ファンの多数訪れる観光地となる[13]。
- 1952年（昭和27年）11月26日 - 五所川原税務署襲撃事件の発生。
- 1954年（昭和29年）10月1日 - 五所川原町、栄村、中川村、三好村、長橋村、松島村、飯詰村が合体（新設合併）し、五所川原市（第1次五所川原市）を発足する。
- 1955年（昭和30年）3月 - 津鉄バスが弘南バスに買収される。
- 1956年（昭和31年）
  - 9月30日 - 五所川原市が、北津軽郡七和村（下石川を除く）を編入。
  - 11月1日 - 五所川原市が、北津軽郡鶴田町の梅田と中泉を編入。

- 1958年（昭和33年）

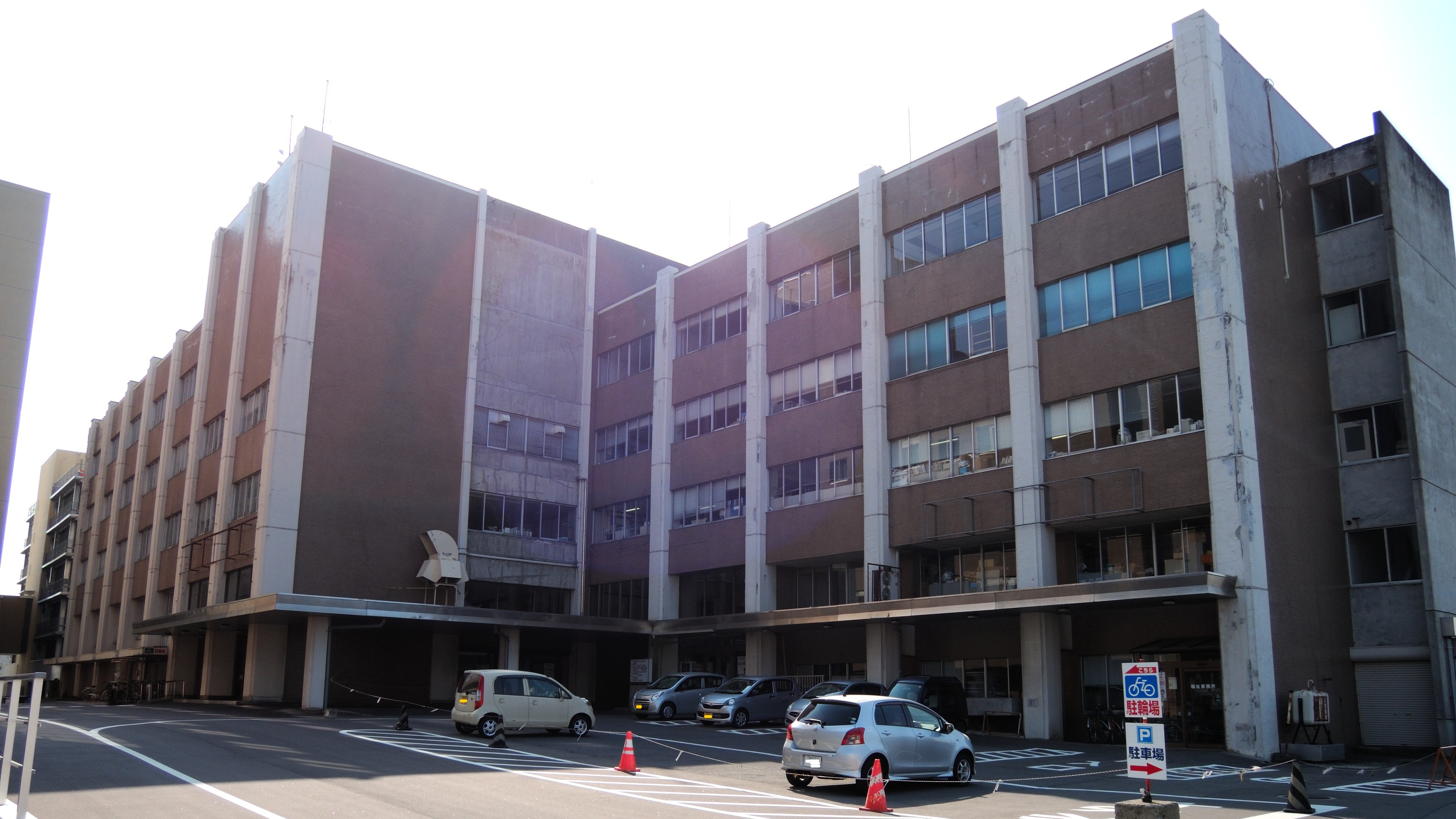
1971年竣工の本庁舎（2代目）／現在は旧本庁舎。

  - 4月1日 - 五所川原市が、西津軽郡木造町の小曲を編入。
  - 青森県が、大沢内溜池と周辺地域および藤枝溜池と周辺地域を、芦野池沼群県立自然公園に指定。
- 1971年（昭和46年） - 新たな五所川原市役所本庁舎（2代目）の竣工[14]。
- 1975年（昭和50年）3月31日 - 環境庁が津軽国定公園を指定。現・五所川原市域では旧・十三村域にある十三湖が指定区域に含まれる。
- 1977年（昭和52年）7月20日 - 栄町にて、五所川原市立図書館の開館。
- 1983年（昭和58年）11月19日 - 芦野池沼群県立自然公園に指定区域の変更あり。
- 1985年（昭和60年）11月6日 - 五所川原市と北海道上ノ国町が姉妹都市の盟約を締結。

#### 平成時代
- 1990年（平成2年） - 日本さくらの会が「日本さくら名所100選」を選定し、五所川原市域からは芦野池沼群県立自然公園藤枝ため池が選出される。
- 1996年（平成8年）
  - 3月 - 長谷川水戸口顕彰碑を十三五月女萢（現在地）へ移設。
  - 経営の悪化した旅館「斜陽館」を金木町が買い取り、町営の文学記念館として再出発させる計画に着手する。
- 1997年（平成9年）4月11日 - 相内実取にて、道の駅十三湖高原の開業。
- 1998年（平成10年）
  - 4月17日 - 五所川原市と山梨県富士河口湖町が姉妹都市の盟約を締結。
  - かつての旅館「斜陽館」が、金木町営の太宰治記念館 「斜陽館」に改装され、開館する。
- 2000年（平成12年）11月1日 - 磯松山の井にて、し〜うらんど海遊館の開館。
- 2004年（平成16年） - 大町にて、立佞武多の館の開館。
- 2005年（平成17年）
  - 3月28日 - 五所川原市、北津軽郡金木町、市浦村が合体（新設合併）し、改めて五所川原市（第2次五所川原市）を発足する。
  - 7月14日 - 十三湊遺跡が、国の史跡に指定される[3]。
- 2010年（平成22年）3月11日 - 農林水産省が「ため池百選」を選定し、五所川原市域からは境野沢ため池と藤枝ため池が選出される。
- 2014年（平成26年）
  - 3月31日 - 国民健康保険五所川原市立西北中央病院の閉院。
  - 4月1日 - 岩木町にて、つがる総合病院の開院。
  - 7月10日 - 東町に本社を置く、五所川原エフエムの開局。
- 2018年（平成30年）
  - 3月20日 - 布屋町にて、新たな五所川原市役所本庁舎（3代目）の竣工[15]／老朽化・耐震強度・利便性の問題を抱える1971年（昭和46年）竣工の本庁舎に替えて[14]。
  - 5月7日 - 新たな五所川原市役所本庁舎の開庁[15]。

### 沿革
- 1889年（明治22年）4月1日 - 全国で町村制が施行され、北津軽郡では行政村として五所川原村を始めとする23か村が成立。
- 1898年（明治31年）7月1日 - 五所川原村が単独で町制を施行し、五所川原町を発足。
- 1954年（昭和29年）10月1日 - 五所川原町、栄村、中川村、三好村、長橋村、松島村、飯詰村が合体（新設合併）し、五所川原市（第1次五所川原市）を発足。
- 1956年（昭和31年）
  - 9月30日 - 五所川原市が、北津軽郡七和村（下石川を除く）を編入。
  - 11月1日 - 五所川原市が、北津軽郡鶴田町の梅田と中泉を編入[16]。
- 1958年（昭和33年）4月1日 - 五所川原市が、西津軽郡木造町の小曲を編入。
- 2005年（平成17年）3月28日 - 五所川原市、北津軽郡金木町、市浦村が合体（新設合併）し、改めて五所川原市（第2次五所川原市）を発足。

## 行政
- 市長：佐々木孝昌（2018年7月9日就任、2期目）

### 歴代市長
| 代               | 氏名             | 就任日                     | 退任日                     | 備考             |
| 旧・五所川原市長 | 旧・五所川原市長 | 旧・五所川原市長           | 旧・五所川原市長           | 旧・五所川原市長 |
| ---------------- | ---------------- | -------------------------- | -------------------------- | ---------------- |
| 1                | 外崎千代吉       | 1954年（昭和29年）11月20日 | 1958年（昭和33年）11月17日 |                  |
| 2                | 山内久三郎       | 1958年（昭和33年）11月18日 | 1962年（昭和37年）11月17日 |                  |
| 3                | 佐々木栄造       | 1962年（昭和37年）11月18日 | 1966年（昭和41年）11月17日 |                  |
| 4                | 佐々木栄造       | 1966年（昭和41年）11月18日 | 1970年（昭和45年）11月17日 |                  |
| 5                | 佐々木栄造       | 1970年（昭和45年）11月18日 | 1974年（昭和49年）11月17日 |                  |
| 6                | 佐々木栄造       | 1974年（昭和45年）11月18日 |                            |                  |
| 7                | 寺田秋夫         | 1977年（昭和52年）3月30日  | 1981年（昭和56年）3月29日  |                  |
| 8                | 寺田秋夫         | 1981年（昭和56年）3月30日  |                            |                  |
| 9                | 森田稔夫         | 1983年（昭和58年）2月6日   | 1987年（昭和62年）2月5日   |                  |
| 10               | 森田稔夫         | 1987年（昭和62年）2月6日   |                            |                  |
| 11               | 佐々木栄造       | 1989年（平成元年）6月18日  | 1993年（平成5年）6月17日   |                  |
| 12               | 佐々木栄造       | 1993年（平成5年）6月18日   | 1997年（平成9年）6月17日   |                  |
| 13               | 成田守           | 1997年（平成9年）6月18日   | 2004年（平成13年）6月17日  |                  |
| 14               | 成田守           | 2004年（平成13年）6月18日  | 2005年（平成17年）3月27日  |                  |
| 五所川原市長     |                  |                            |                            |                  |
| -                | 成田守           | 2005年（平成17年）3月28日  | 2005年（平成17年）4月17日  | 職務執行者       |
| 1                | 成田守           | 2005年（平成17年）4月26日  | 2006年（平成18年）5月27日  | 途中退職         |
| 2                | 平山誠敏         | 2006年（平成18年）7月9日   | 2010年（平成22年）7月9日   |                  |
| 3                | 平山誠敏         | 2010年（平成22年）7月9日   | 2014年（平成26年）7月8日   |                  |
| 4                | 平山誠敏         | 2014年（平成26年）7月9日   | 2018年（平成30年）7月8日   | 無投票当選       |
| 5                | 佐々木孝昌       | 2018年（平成30年）7月9日   | 2022年（令和4年）7月8日    |                  |
| 6                | 佐々木孝昌       | 2022年（令和4年）7月9日    |                            |                  |

### 市議会
- 議員定数：22人
- 任期：2019年（平成31年）2月16日 - 2023年（令和5年）2月15日

### 庁舎
- 五所川原市役所
  - 金木総合支所
  - 市浦総合支所
  - 三好支所（現在廃止）
  - 長橋支所
  - 飯詰支所
  - 七和支所
  - 梅沢支所
  - 毘沙門支所

### 姉妹都市・提携都市
- 富士河口湖町（山梨県） 教育・文化・経済等の交流 - 1998年（平成10年）4月17日
- 上ノ国町（北海道） （安藤氏とのかかわりという歴史的背景） - 1985年（昭和60年）11月6日

## 施設
- 五所川原市立図書館
- 五所川原保健所
- つがる総合病院
- かなぎ病院
- 青森地方裁判所五所川原支部
- 青森家庭裁判所五所川原支部
- 五所川原簡易裁判所
- 青森地方検察庁五所川原支部
- 五所川原区検察庁
- 青森県警察五所川原警察署
  - 五所川原警察署金木分庁舎
- 五所川原地区消防事務組合
  - 五所川原消防署
    - 五所川原消防署東分署
    - 五所川原消防署金木分署
    - 北部中央消防署市浦分署

## 教育

### 高等学校
県立
- 五所川原高等学校
- 五所川原工科高等学校
- 五所川原農林高等学校

※以下は廃校
- 五所川原工業高等学校
- 五所川原東高等学校
- 金木高等学校
- 金木高等学校市浦分校

私立
- 学校法人舘田学園五所川原第一高等学校
  - 学校法人下山学園五所川原商業高等学校は2024年に鶴田町へ移転し下山学園高等学校へ校名変更。

### 中学校
市立
- 五所川原第一中学校
- 五所川原第二中学校
- 五所川原第三中学校
- 五所川原第四中学校
- 金木中学校
- 市浦中学校

※以下は廃校。
- 金木南中学校（2011年・金木中学校へ統合）
- 長橋中学校（1972年・五所川原第二中学校長橋分校→1974年・統合）
- 七和中学校（同上）
- 三好中学校（2004年・五所川原第一中学校へ統合）

### 小学校
市立
- 五所川原小学校
- 南小学校
- 中央小学校
- 栄小学校
- 三輪小学校
- 松島小学校

- いずみ小学校
- 東峰小学校
- 金木小学校
- 市浦小学校

※以下は廃校。
- 金山小学校（1961年・松島小学校へ統合）
- 水野尾小学校（同上）
- 高野小学校（1969年・東小学校を統合新設）
- 前田野目小学校（同上）
- 野里小学校（1993年・長橋小学校を統合新設）
- 松野木小学校（同上）
- 田川小学校（1989年・五所川原小学校へ統合）
- 七ツ館小学校（2001年・三輪小学校を統合新設）
- 梅泉小学校（同上）

- 鶴ヶ岡小学校（2004年・三好小学校を統合新設）
- 藻川小学校（同上）
- 長橋小学校（2008年・東峰小学校を統合新設）
- 羽野木沢小学校（同上）
- 五所川原東小学校（同上）
- 沖飯詰小学校（2012年・いずみ小学校を統合新設）
- 一野坪小学校（同上）
- 毘沙門小学校（同上）
- 飯詰小学校（同上）
- 嘉瀬小学校（2015年・金木小学校へ統合）
- 喜良市小学校（同上）
- 三好小学校（2025年・五所川原小学校へ統合

### 学校教育以外の施設
職業訓練施設
- 東北職業能力開発大学校附属青森職業能力開発短期大学校
- 五所川原職業能力開発校

## 産業

### 工業
漆川地区に、青森県が計画し五所川原市が事業主体となって青森テクノポリスハイテク工業団地漆川を整備。
2015年現在、団地内では 31施設が稼働している。
また、上記団地以外にも誘致企業の工場や拠点は市内に点在している。
- 富士電機津軽セミコンダクタ
- 東芝メディア機器[* 3]

### 商業
- エルムの街 - ロピアを核に約140の専門店で構成されるショッピングセンター
- トライアル 五所川原新宮店（旧：さとちょう）
- トライアル 広田店（旧：さとちょう）
- トライアル 金木店（旧：さとちょう）

#### 商業の変遷
津軽一帯を集約する商業都市で、エルムの街一帯の完成までは市内の商業拠点は五所川原駅前周辺にあり、中三、マルキ飛島、丸友といった地元資本の百貨店が連立し、同市の発展に力を尽くしたが、次第に近隣市町村への店舗進出やバブル崩壊による影響で経営が悪化し、丸友は平成初頭に閉店、マルキ飛島はエルムの街（イトーヨーカドー）に移転、最後まで残っていた中三も2006年（平成18年）1月に閉店した。五所川原市は、この現状を踏まえ、旧市街地の区画整理（道路拡張、アーケード撤去も並行して行う）を行い、またエルムの街は第三セクター方式で設立当時から経営し、市全体の衰退を引き止める努力を続けている。
2006年（平成18年）10月にはエルムの街北東にユニバースを核店舗としてアクロスプラザ五所川原が完成した。

### 農業
- コメ
- りんご - 御所川原

### 漁業
- シジミ - 十三湖特産品のヤマトシジミ
- 十三漁業協同組合[18]

### 伝統工芸
- 津軽組ひも - 青森県指定伝統工芸品

### 金融機関
銀行
- 青森みちのく銀行（市内に5箇所）

協同組織金融機関
- 東奥信用金庫五所川原支店
- 青い森信用金庫（市内に2箇所）
- 青森県信用組合五所川原支店（五所川原支店が管理する有人の金木出張所がある）
- 東北労働金庫五所川原支店

農協・生協
- つがるにしきた農業協同組合
- ごしょつがる農業協同組合
- 全労済五所川原支所

### マスメディア
- 東奥日報五所川原支局
- 陸奥新報社五所川原支社
- NHK青森放送局五所川原支局
- 青森放送五所川原支局
- 青森テレビ報道部五所川原分室（旧：五所川原支局）
- 五所川原エフエム（コミュニティFM局）

## 郵便

### 直営郵便局
- 五所川原郵便局〔集配局〕（84010）
- 金木郵便局〔集配局〕（84015）
- 市浦郵便局〔集配局〕（84066）
- 十三郵便局（84039）
- 高野郵便局（84100）
- 七和郵便局（84102）
- 飯詰郵便局（84107）
- 三好郵便局（84131）

- 五所川原みどり町郵便局（84151）
- 嘉瀬郵便局（84153）
- 梅沢郵便局（84192）
- 長橋郵便局（84232）
- 五所川原田町郵便局（84243）
- 五所川原北郵便局（84249）
- 五所川原松島郵便局（84260）

### 簡易郵便局
- 津軽中川簡易郵便局（84703）
- 毘沙門簡易郵便局（84740）
- 喜良市簡易郵便局（84797）
- 脇元簡易郵便局（84804）

## 交通

### 鉄道
- 東日本旅客鉄道
  - 五能線：五所川原駅
- 津軽鉄道

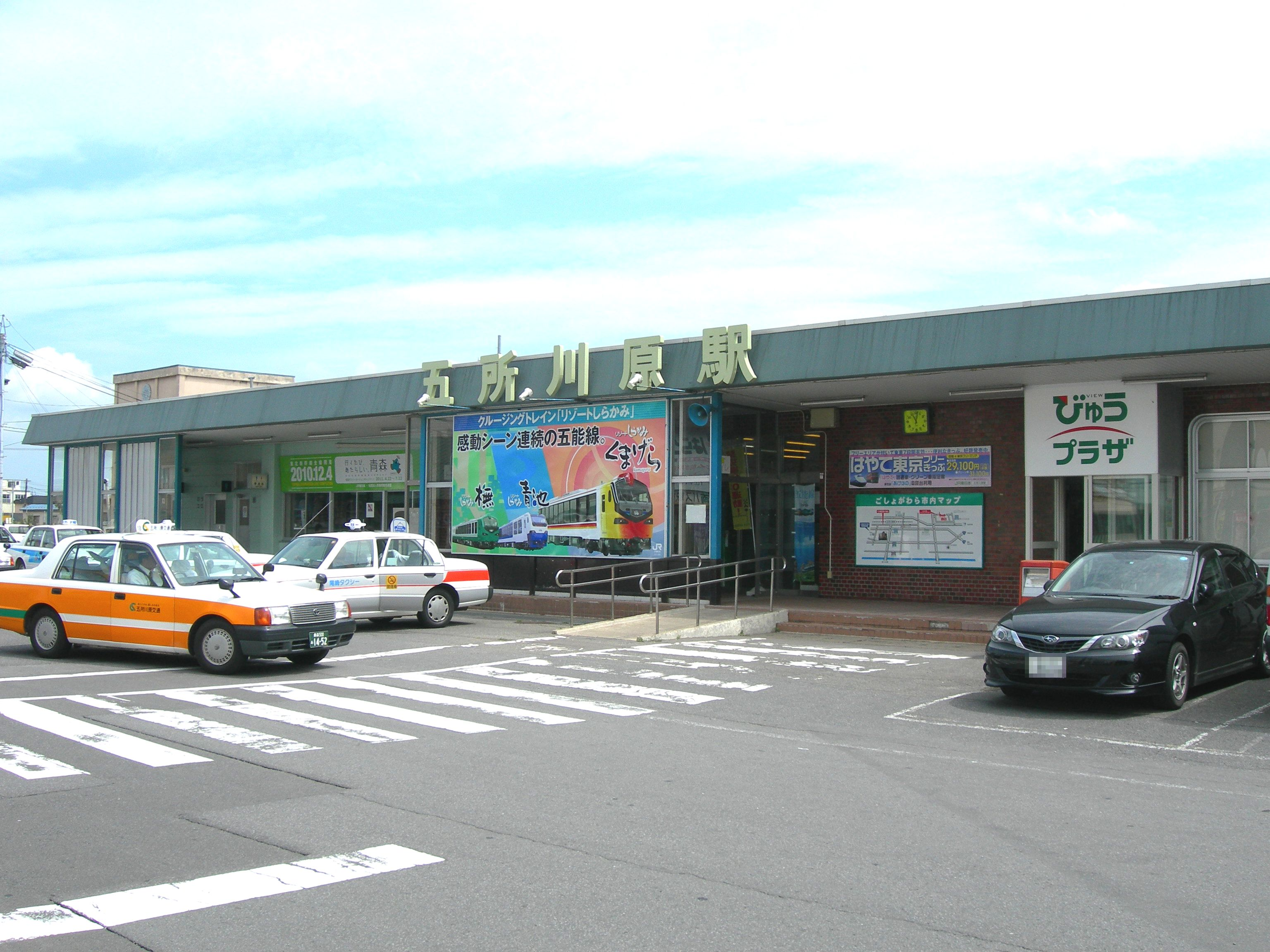
五所川原駅

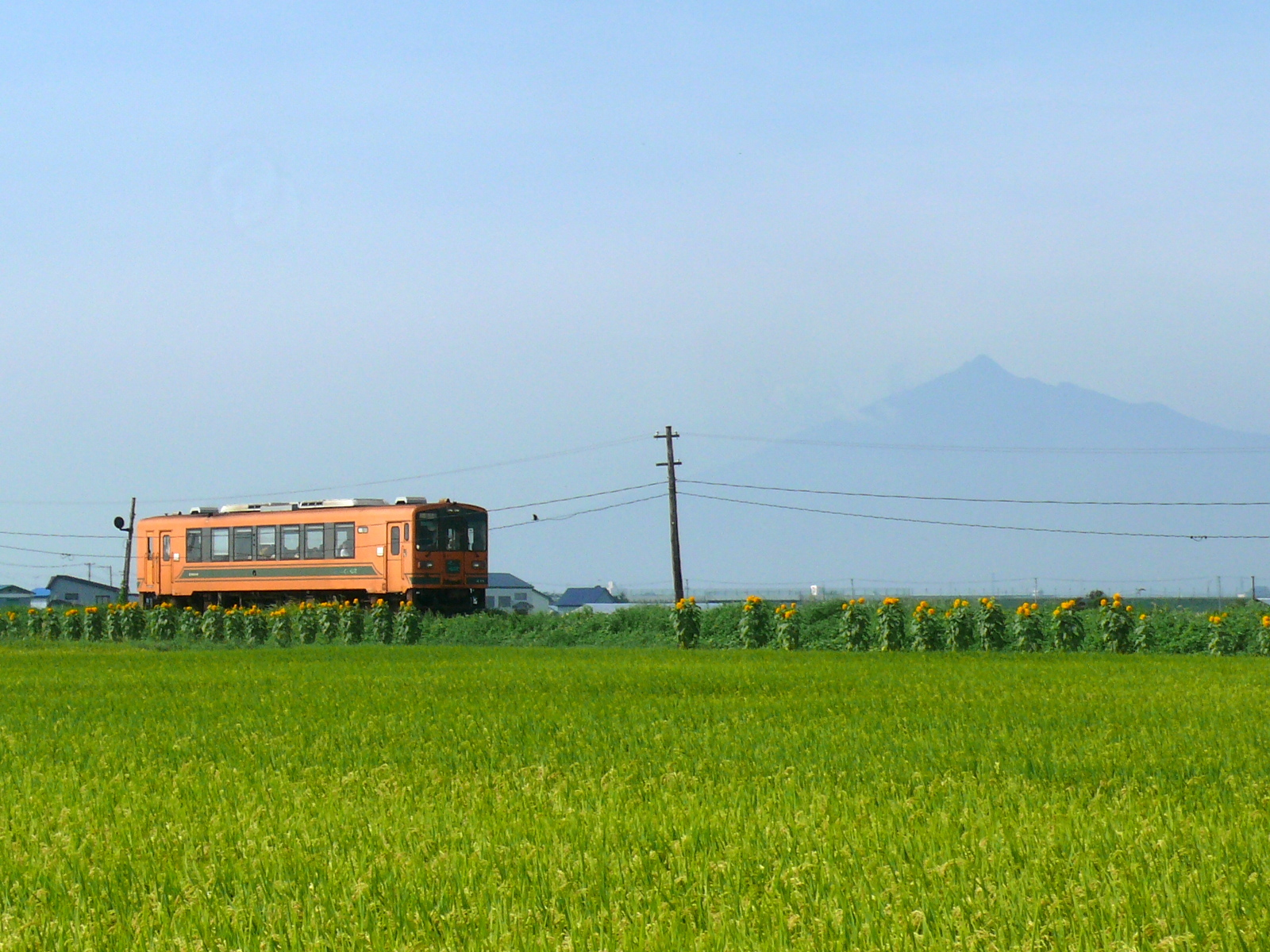
津軽鉄道線の津軽飯詰～五農高前。バックは岩木山

  - 津軽鉄道線：津軽五所川原駅 - 十川駅 - 五農校前駅 - 津軽飯詰駅 - 毘沙門駅 - 嘉瀬駅 - 金木駅 - 芦野公園駅 - 川倉駅
- 中心となる駅：五所川原駅

### 高速バス

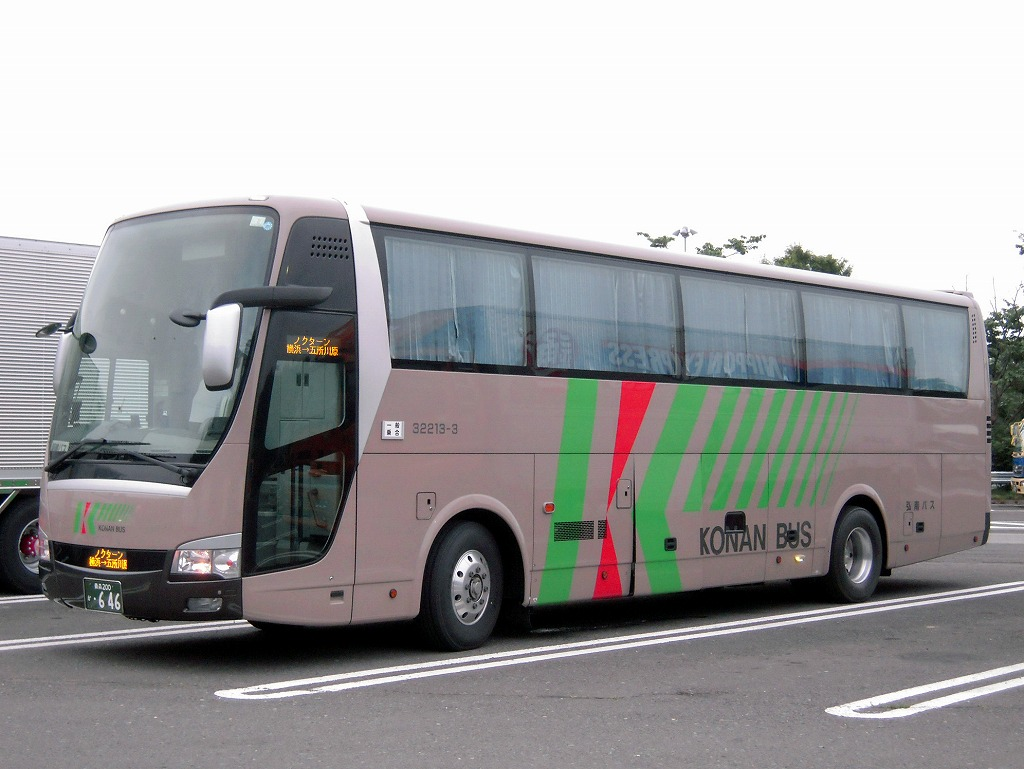
ノクターン号（弘南バス）

- 弘南バス・京浜急行バス
  - ノクターン号
    - 五所川原⇔品川・横浜
- 弘南バス
  - パンダ号東京新宿線
    - 五所川原⇔東京八重洲・新宿

### 路線バス
- 弘南バス
  - 五所川原 - 青森線（弘南バス五所川原営業所）
    - 五所川原⇔原子⇔大釈迦⇔新城⇔新青森駅南口⇔青森

  - 弘前 - 五所川原線（弘南バス五所川原営業所）
    - 五所川原⇔鶴田⇔板柳⇔藤崎[* 4]⇔弘前

  - 五所川原 - 鰺ヶ沢線（弘南バス鰺ヶ沢営業所）
    - 五所川原⇔木造⇔森田⇔鰺ヶ沢

  - 五所川原 - 小泊線（弘南バス小泊案内所）
    - 五所川原⇔金木⇔中里⇔相内（市浦）⇔下前⇔小泊

  - 十三線（弘南バス小泊案内所）
    - 五所川原⇔木造⇔車力⇔十三⇔下前⇔小泊

### 道路

#### 高速道路
- E64 津軽自動車道
  - 五所川原東IC - 五所川原IC - 五所川原北IC

#### 一般国道
- 国道101号
- 国道339号

#### 県道

##### 主要地方道
- 青森県道2号屏風山内真部線
- 青森県道12号鰺ケ沢蟹田線
- 青森県道26号青森五所川原線
- 青森県道34号五所川原浪岡線

- 青森県道35号五所川原岩木線
- 青森県道36号五所川原金木線
- 青森県道38号五所川原黒石線
- 青森県道43号五所川原車力線

##### 一般県道
- 青森県道101号金木停車場線
- 青森県道107号嘉瀬停車場線
- 青森県道137号七ツ館板柳線
- 青森県道150号持子沢鶴田線
- 青森県道151号蒔田五所川原線
- 青森県道154号妙堂崎五所川原線
- 青森県道156号福山五所川原線
- 青森県道157号松野木姥萢線

- 青森県道159号大泉姥萢線
- 青森県道160号羽野木沢梅田線
- 青森県道163号沖飯詰五所川原線
- 青森県道164号林五所川原線
- 青森県道195号喜良市嘉瀬停車場線
- 青森県道252号五所川原停車場線
- 青森県道279号津軽飯詰停車場線

#### その他の道路
- 五所川原広域農道（通称「こめ米（こめまい）ロード」）

## 名所旧跡・行事等
自然物等
- 十三湖 - 津軽国定公園指定区域。

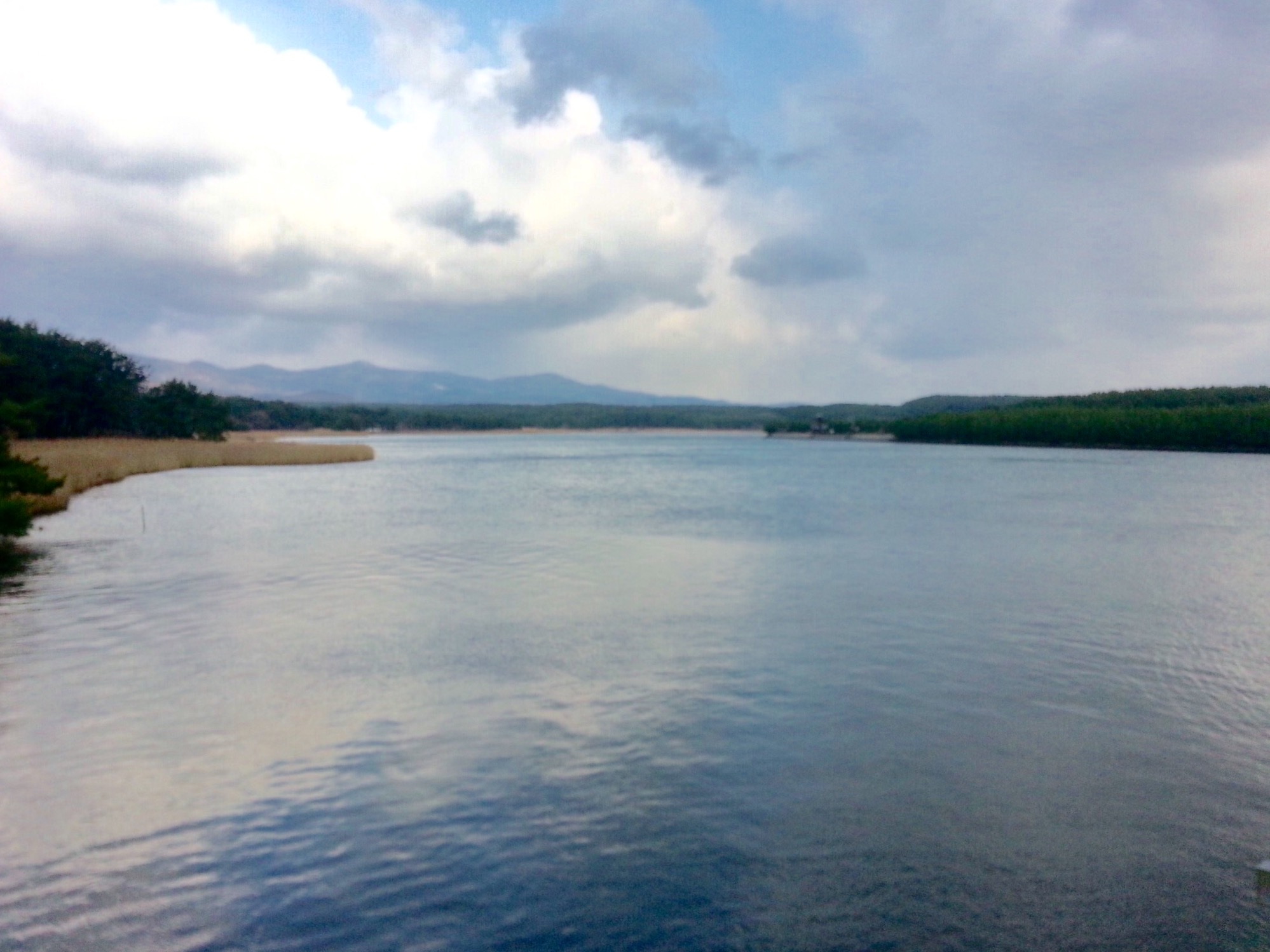
十三湖

- 芦野池沼群県立自然公園 - 「日本さくら名所100選」選定物件。
- 境野沢ため池 - 「ため池百選」選定物件。
- 藤枝ため池 - 「ため池百選」選定物件。
- 金木町玉鹿石（かなぎまちぎょっかせき） - 金木町喜良市字小田川に所在。青森県指定天然記念物。玉鹿石は津軽錦石（つがるにしきいし）の一種で、崖の玄武岩溶岩の中に団塊状に含まれて露出している[19]。

神社仏閣
- 山王坊日吉神社（さんのうぼう ひえじんじゃ） - 相内岩井に所在。付近には山王坊遺跡がある。
- 石塔山荒覇吐神社（せきとうざんあらはばきじんじゃ） - 飯詰に所在。
- 飯詰八幡宮（いいづめはちまんぐう） - 飯詰字福泉に所在。[20]
- 八幡宮 - 元町に所在。「五所川原地名発祥之源地」碑がある。
- 金木八幡宮 - 金木町に所在。旧郷社。
- 鶴ヶ岡八幡宮 - 鶴ヶ岡に所在
- 雲祥寺 - 太宰治「思ひ出」に登場する県西北部最大級の寺院。

その他の文化財
- 十三湊遺跡 - 十三に所在。国の史跡[21]。十三湖西側の日本海と挟まれた地域でかつて栄えた「十三湊」の遺跡[22]。
- 旧平山家住宅 - 湊字千鳥に所在。国の重要文化財[23]。
- 五所川原須恵器窯跡（ごしょがわらすえきかまあと - 持子沢字隠川に所在。国指定史跡[24]。
- 山王坊遺跡 - 相内に所在。
- 福島城跡 - 相内に所在。
- 唐川城跡 - 磯松唐皮に所在。付近には唐川城跡展望台がある。
- 長谷川水戸口顕彰碑

無形文化財、行事等

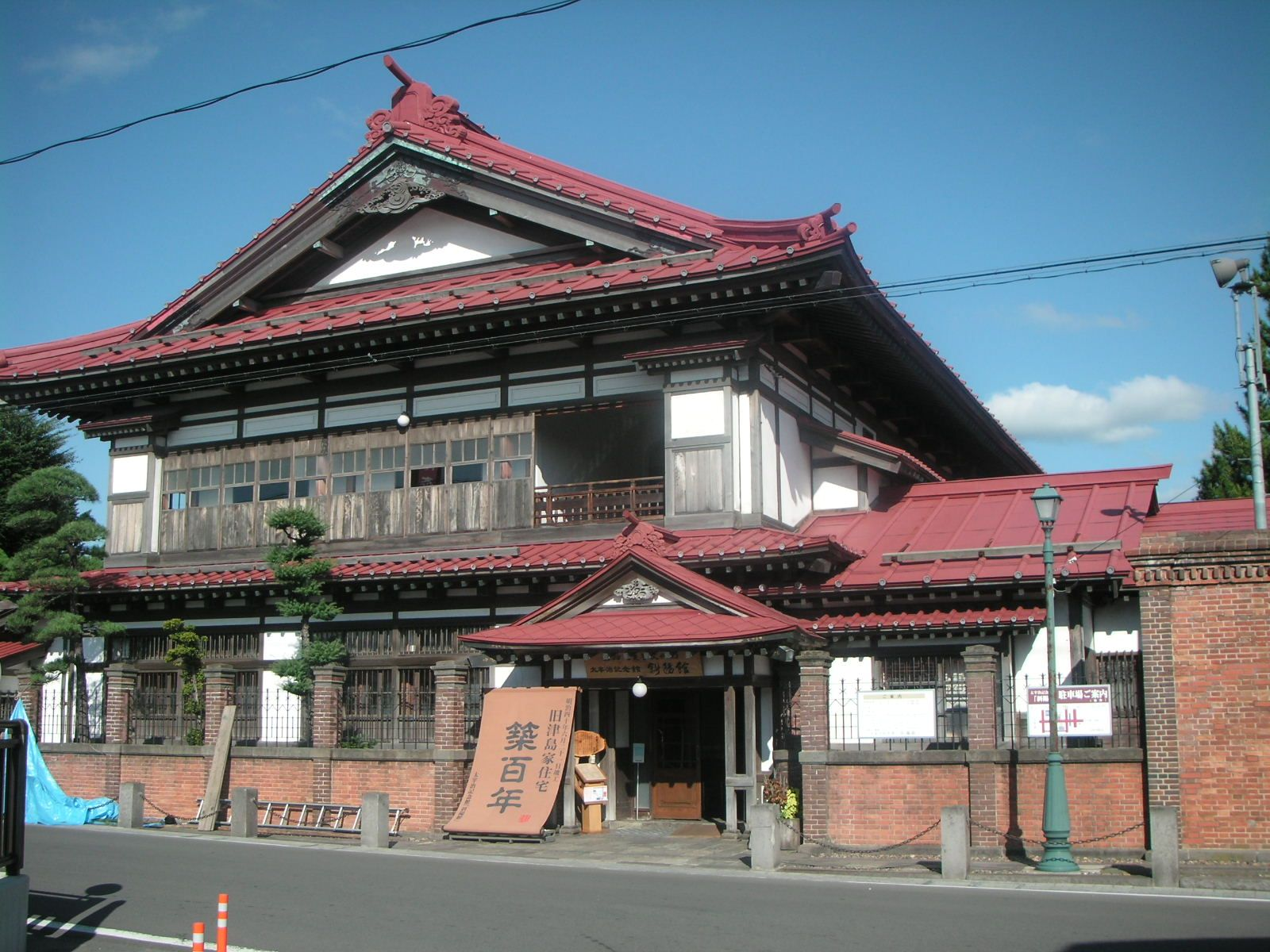
斜陽館

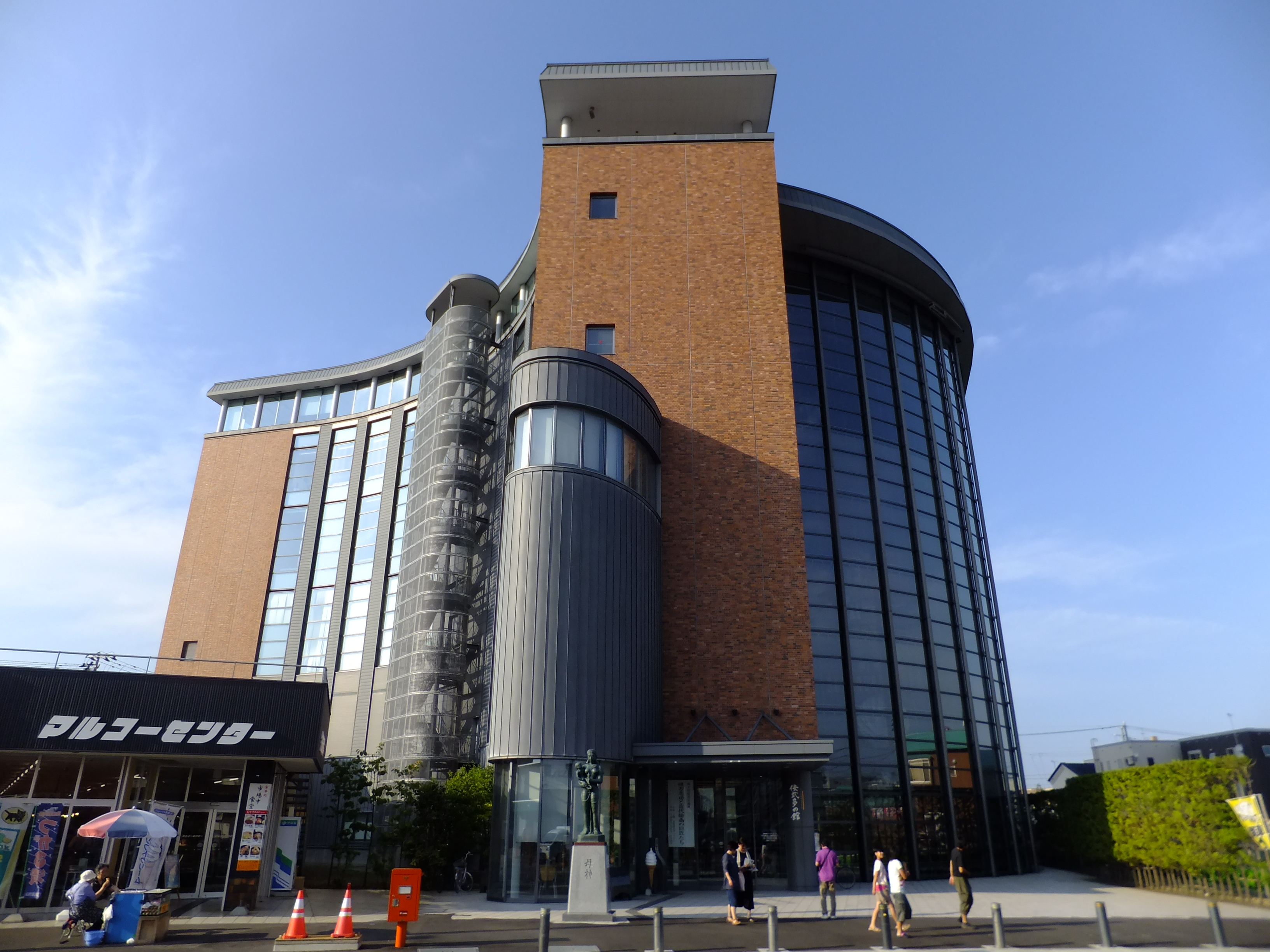
立佞武多の館

- 五所川原立佞武多 - 「ねぷた」を参照のこと。開催期間は8月4日～8日。
- 地域に残る虫送り行事 - 「虫送り#青森県」を参照のこと。

博物館等
- 歴史民俗資料館 - 湊字千鳥に所在。[25]
- 金木歴史民俗資料館 - 金木町芦野に所在。[26]
- 市浦歴史民俗資料館 - 十三土佐に所在する中の島ブリッジパーク内の施設。[27]
- 太宰治記念館 「斜陽館」 - 金木町朝日山に所在。建物は「旧津島家住宅」として国の重要文化財に指定[28]。※右列に画像あり。
- 立佞武多の館 - 大町に所在。※右列に画像あり。

観光スポット等
- 中の島ブリッジパーク - 十三土佐に所在。十三湖の西に浮かぶ小島を利用したパークで、資料館やキャンプ場、レストランなどがある。また、島内からは奈良時代の遺跡（中島遺跡）が発見されている。
- 道の駅十三湖高原 - 相内実取に所在。
- 脇元海辺ふれあいゾーン - 脇元野脇に所在。脇元海水浴場やログハウス（宿泊施設）などがある。
- し〜うらんど海遊館 - 磯松山の井に所在。
- 唐川城跡展望台 - 磯松唐皮に所在。
- シーハイルの碑 - 神山に所在。
- 歴史館「布嘉屋」
- 太宰治疎開の家 - 金木町朝日山に所在。旧津島家新座敷。
- 太宰治思い出広場 - 金木町芦野に所在。
- 芦野公園 - 金木町芦野に所在。日本のさくら名所100選。金木町自然休養村管理センターが置かれる。

## 著名な出身者

### 政治・経済
- 二代佐々木嘉太郎（貴族院議員、青森銀行頭取、青森県多額納税者）
- 佐々木孝昌（五所川原市長）
- 佐々木彰造（佐々木銀行頭取）
- 佐々木誠造（前青森市長）
- 澤田長二郎（津軽鉄道社長）
- 津島文治（金木銀行頭取、青森県知事、参議院議員、衆議院議員） - 太宰治の実兄
- 羽柴誠三秀吉（産廃処理会社社長、政治活動家）
- 平山幸司（参議院議員）
- 福士珠美（参議院議員、元青森テレビアナウンサー、あおもり藍ブルーリンクプロジェクト代表）

### 行政
- 三國谷勝範（元金融庁長官・東京大学政策ビジョン研究センター教授）

### 文化
- 板垣直子（文芸評論家）
- 林柾次郎（歌人、作詞家）
- 八代目桂文楽（落語家）
- 鈴城芹（漫画家）
- 太宰治（小説家） - 津島文治の実弟

### 芸能
- 高橋朋子（サエラのピアノ担当）
- 仁太坊（津軽三味線演奏家）
- 三上大和（俳優） - 羽柴誠三秀吉の息子
- 吉幾三（演歌歌手、作詞・作曲家）
- 山谷春翔（五所川原エフエムパーソナリティ、元アイドル） - 元アルプスおとめメンバー

### スポーツ
- 二子岳武（大相撲力士、小結）
- 北勝岩治（大相撲力士、十両）
- 清水川元吉（大相撲力士、大関）
- 柏戸利助（大相撲力士、大関）
- 晃山昌士（大相撲力士、十両）
- 尊富士弥輝也（大相撲力士）
- 田中英壽（アマチュア横綱、日本大学相撲部監督、元日本大学理事長）
- 古川純一（スキー選手）
- 下山大地（バスケットボール選手）